# Peñalver (kommunhuvudort)
Peñalver är en kommunhuvudort i Spanien.   Den ligger i provinsen Provincia de Guadalajara och regionen Kastilien-La Mancha, i den centrala delen av landet, 70 km öster om huvudstaden Madrid. Peñalver ligger 927 meter över havet och antalet invånare är 204.
Terrängen runt Peñalver är kuperad västerut, men österut är den platt. Terrängen runt Peñalver sluttar västerut. Runt Peñalver är det mycket glesbefolkat, med 5 invånare per kvadratkilometer. Närmaste större samhälle är Horche, 14,6 km väster om Peñalver. Trakten runt Peñalver består till största delen av jordbruksmark.